# Typhlodromus sapphicus
Typhlodromus sapphicus är en spindeldjursart som beskrevs av Emile Enrico Ragusa och Tsolakis 1998. Typhlodromus sapphicus ingår i släktet Typhlodromus och familjen Phytoseiidae. Inga underarter finns listade i Catalogue of Life.